# Кызыл-ту
Кызыл-ту (каз. Қызылту) — производственное объединение по переработке пластмасс в городе Алма-Ате.

## Подразделения
- головное предприятие (завод по переработке пластмасс, ул. Туркебаева, 92)
- филиал № 1 (завод электроустановочных изделий)
- филиал № 2 (завод «Детская игрушка»)
- филиал № 3 (опытно-экспериментальный завод)

## История
Выпускал изделия свыше 260 наименований: кабельную продукцию, радиоприборы, электроустановочные изделия, детские игрушки, изделия культурно-бытового назначения, технологическое оборудование для предприятий пищевой промышленности (термосы) и др. (1982).
В 10-й пятилетке производство было внедрено новое высокопроизводительное оборудование: выдувные агрегаты «Бузулук» (ЧССР), термопласавтоматы (ГДР), роторный автомат пресс-порошков (Швейцария), листоштамповочные и штамповочное-гибочные автоматы, линии гальванопокрытий отечественного образца.
За достижение высокой эффективности производства и качества работы в 10-й пятилетке коллективы занесён на всесоюзную доску почёта, награждён памятным знаком ЦК КПСС, Советом Министров СССР, ВЦСПС и ЦК ВЛКСМ (1980).
Сегодня производственные площади используются под торговый дом «Асыл».